# 神奈川県立横須賀工業高等学校
神奈川県立横須賀工業高等学校（かながわけんりつ よこすかこうぎょうこうとうがっこう）は、神奈川県横須賀市に所在する公立の工業高等学校。略称「県工（けんこう）」。

## 設置学科
- 全日制課程
  - 機械科
  - 電気科
  - 化学科
  - 建設科
- 過去
  - 造船科
  - 電子機械科
  - 化学工学科

## 沿革
- 1941年（昭和16年）4月 - 県立商工実習学校内に仮設置。学科は機械科、電機科のみで応用化学科は1943年4月からの予定であった[1]。
- 1943年（昭和18年）
  - 3月22日 - 同年4月から設置の予定だった応用化学科を造船科に変更[2]。
  - 6月 - 校舎完成につき現在地に移転[3]。

## 交通
- 横須賀線衣笠駅より京浜急行バス衣30で、「妙真寺」下車、徒歩3分。
- 京急久里浜線北久里浜駅より徒歩15分

## 著名な出身者
- 秋本祐作（元プロ野球選手、阪急ブレーブス投手）
- 小川一平（プロ野球選手、阪神タイガース投手）
- 平井和正（SF作家）
- 小関順二（スポーツライター）
- 宮本和輝（サッカー選手）